# Kiril Milanov
Kiril Milanov (bulharskou cyrilicí Кирил Миланов; 17. září 1948 Dupnica – 25. ledna 2011 Sofie) byl bulharský fotbalista, útočník.

## Fotbalová kariéra
Na Mistrovství světa ve fotbale 1974 byl členem bulharské reprezentace, ale do zápasů nezasáhl. Celkem za bulharskou reprezentaci nastoupil ve 21 utkáních a dal 4 góly. V bulharské lize hrál za Marek Dupnica, Akademik Sofia a Levski Sofia. S Levski Sofia získal v letech 1974 a 1977 mistrovský titul. V Poháru mistrů evropských zemí nastoupil ve 4 utkáních a dal 3 góly, v Poháru vítězů pohárů nastoupil ve 6 utkáních a dal 13 gólů a v Poháru UEFA nastoupil v 8 utkáních a dal 1 gól. V sezóně 1976/77 byl nejlepším střelcem Poháru vítězů pohárů.

## Ligová bilance
| Ročník                                | Zápasy | Góly | Klub                  |
| ------------------------------------- | ------ | ---- | --------------------- |
| 1. bulharská fotbalová liga 1966/1967 | -      | -    | Marek Stanke Dimitrov |
| 2. bulharská fotbalová liga 1967/1968 | -      | -    | Marek Stanke Dimitrov |
| 1. bulharská fotbalová liga 1968/1969 | -      | -    | Marek Stanke Dimitrov |
| 1. bulharská fotbalová liga 1969/1970 | -      | 11   | Marek Stanke Dimitrov |
| 1. bulharská fotbalová liga 1970/1971 | -      | -    | Marek Stanke Dimitrov |
| 1. bulharská fotbalová liga 1971/1972 | -      | -    | PFK Akademik Sofia    |
| 1. bulharská fotbalová liga 1972/1973 | -      | 16   | PFK Akademik Sofia    |
| 1. bulharská fotbalová liga 1973/1974 | 29     | 12   | Levski Sofia          |
| 1. bulharská fotbalová liga 1974/1975 | 6      | 3    | Levski Sofia          |
| 1. bulharská fotbalová liga 1975/1976 | 27     | 11   | Levski Sofia          |
| 1. bulharská fotbalová liga 1976/1977 | 22     | 8    | Levski Sofia          |
| CELKEM 1. liga                        | -      | -    |                       |